# Centaurea musakii
Centaurea musakii là một loài thực vật có hoa trong họ Cúc. Loài này được T.Georgiadis mô tả khoa học đầu tiên năm 1979.